# Championnat d'Italie de combiné nordique
Cette page recense les podiums du championnat d'Italie de combiné nordique depuis l'année 1909.

## Palmarès

### Gundersen masculin
| Année | Champion                 | Deuxième                 | Troisième             |
| ----- | ------------------------ | ------------------------ | --------------------- |
| 2013  | Armin Bauer              | Samuel Costa             | Alessandro Pittin     |
| 2012  | Samuel Costa             | Armin Bauer              | Manuel Maierhofer     |
| 2011  | Alessandro Pittin        | Giuseppe Michielli       | Felix Peselj          |
| 2010  | Alessandro Pittin        | Giuseppe Michielli       | Mattia Runggaldier    |
| 2009  | Alessandro Pittin        | Lukas Runggaldier        | Armin Bauer           |
| 2008  | Alessandro Pittin        | Davide Bresadola         | Giuseppe Michielli    |
| 2007  | Giuseppe Michielli       | Alessandro Pittin        | Daniele Munari (de)   |
| 2006  | Jochen Strobl            | Giuseppe Michielli       | Daniele Munari (de)   |
| 2005  | Jochen Strobl            | Giuseppe Michielli       | Daniele Munari (de)   |
| 2004  | Jochen Strobl            | Davide Bresadola         | Giuseppe Michielli    |
| 2003  | Andrea Longo             | Jochen Strobl            | Daniele Munari (de)   |
| 2002  | Andrea Longo             | Daniele Munari (de)      | Jochen Strobl         |
| 2001  | Andrea Longo             | Jochen Strobl            | Daniele Munari (de)   |
| 2000  | Andrea Longo             | Andrea Cecon             | Jochen Strobl         |
| 1999  | Andrea Longo             | Andrea Cecon             | Simone Pinzani (de)   |
| 1998  | Andrea Cecon             | Andrea Longo             | Jochen Strobl         |
| 1997  | Andrea Longo             | Simone Pinzani (de)      | Andrea Cecon          |
| 1996  | Andrea Longo             | Roberto Cecon            | Simone Pinzani (de)   |
| 1995  | Andrea Longo             | Andrea Cecon             | Simone Pinzani (de)   |
| 1994  | Andrea Cecon             | Andrea Longo             | Paolo Bernardi        |
| 1993  | Paolo Bernardi           | Andrea Cecon             | Simone Pinzani (de)   |
| 1992  | Andrea Cecon             | Andrea Bezzi             | Paolo Bernardi        |
| 1991  | Paolo Bernardi           | Andrea Cecon             | Andrea Bezzi          |
| 1990  | Andrea Cecon             | Andrea Bezzi             | Andrea Longo          |
| 1989  | épreuve annulée          | épreuve annulée          | épreuve annulée       |
| 1988  | Stefano Lunardi          | Giampaolo Mosele         | Andrea Cecon          |
| 1987  | Giampaolo Mosele         | Francesco Benetti        | Stefano Lunardi       |
| 1986  | Giampaolo Mosele         | Francesco Benetti        | Stefano Benelli       |
| 1985  | Giampaolo Mosele         | Francesco Benetti        | Stefano Lunardi       |
| 1984  | Giampaolo Mosele         | Francesco Benetti        | Stefano Lunardi       |
| 1983  | Giampaolo Mosele         | Francesco Benetti        | Stefano Lunardi       |
| 1982  | Giampaolo Mosele         | Francesco Benetti        | Paolo Aloisio         |
| 1981  | Giampaolo Mosele         | Benito Olli              | Paolo Aloisio         |
| 1980  | Giampaolo Mosele         | Francesco Giacomelli     | Enrico Fauner         |
| 1979  | Franco Piussi            | Francesco Giacomelli     | Enrico Fauner         |
| 1978  | Francesco Giacomelli     | Amedeo Benedetti         | Enrico Zangrandi      |
| 1977  | Francesco Giacomelli     | Amedeo Benedetti         | Modesto De Silvestro  |
| 1976  | Francesco Giacomelli     | Ezio Damolin             | Modesto De Silvestro  |
| 1975  | Francesco Giacomelli     | Amedeo Benedetti         | Enrico Zangrandi      |
| 1974  | Modesto De Silvestro     | Marcello Bazzana (de)    | Fabio Morandini       |
| 1973  | Ezio Damolin             | Leonardo De Crignis      | Modesto De Silvestro  |
| 1972  | Ezio Damolin             | Leonardo De Crignis      | Modesto De Silvestro  |
| 1971  | Fabio Morandini          | Ezio Damolin             | Modesto De Silvestro  |
| 1970  | Ezio Damolin             | Fabio Morandini          | Angelo Toselli        |
| 1969  | Ezio Damolin             | Fabio Morandini          | Ennio Cocco           |
| 1968  | Fabio Morandini          | Ezio Damolin             | Giovanni Rosato       |
| 1967  | Ezio Damolin             | Fabio Morandini          |                       |
| 1966  | Ezio Damolin             | Fabio Morandini          | Lino Ferrari          |
| 1965  | Ezio Damolin             | Enzo Perin               | Fabio Morandini       |
| 1964  | Enzo Perin               | Ezio Damolin             | Lino Ferrari          |
| 1963  | Enzo Perin               | Lino Ferrari             | Renato Steffe         |
| 1962  | Enzo Perin               | Mario Bacher             | Renato Steffe         |
| 1961  | Aldo Pedrana             | Renato Steffe            | Lino Ferrari          |
| 1960  | Enzo Perin               | Aldo Pedrana             | Renato Steffe         |
| 1959  | Enzo Perin               | Aldo Pedrana             | Giancarlo Silvagni    |
| 1958  | Enzo Perin               | Aldo Pedrana             | Nilo Zandanel (de)    |
| 1957  | Enzo Perin               | Aldo Pedrana             | Emiliano Vuerich      |
| 1956  | Alfredo Prucker          | Enzo Perin               | Aldo Pedrana          |
| 1955  | Alfredo Prucker          | Enzo Perin               | Aldo Pedrana          |
| 1954  | Alfredo Prucker          | Bruno Mosele             | Mario Faccin          |
| 1953  | Alfredo Prucker          | Bruno Mosele             | Mario Faccin          |
| 1952  | Alfredo Prucker          | Rizzieri Rodeghiero (en) | Piero Pennacchio (de) |
| 1951  | Rizzieri Rodeghiero (en) | Alfredo Prucker          | Piero Pennacchio (de) |
| 1950  | Alfredo Prucker          | Franz Costa              | Piero Pennacchio (de) |
| 1949  | Francesco Costa          | Valentino Pesavento      | Mario Mutschlechner   |
| 1948  | Rizzieri Rodeghiero (en) | Alfredo Prucker          | Alberto Tassotti      |
| 1947  | Rizzieri Rodeghiero (en) | Giovanni Perenni         | Alfredo Prucker       |
| 1946  | Rizzieri Rodeghiero (en) | Carletto Alverà (it)     | Giuseppe Muraro (de)  |
| 1945  | épreuve annulée          | épreuve annulée          | épreuve annulée       |
| 1944  | épreuve annulée          | épreuve annulée          | épreuve annulée       |
| 1943  | Alberto Tassotti         | Italo Soldà              | Antonio Mosele        |
| 1942  | Rinaldo Vitalini         | Antonio La Casa          | Giovanni Perenni      |
| 1941  | Giovanni Perenni         | Alberto Tassotti         | Antonio Mosele        |
| 1940  | Rinaldo Vitalini         | Andrea Vuerich           | Antonio Mosele        |
| 1939  | épreuve annulée          | épreuve annulée          | épreuve annulée       |
| 1938  | Severino Menardi         | Giovanni Perenni         | Antonio Mosele        |
| 1937  | Antonio Mosele           | Benedetto Maculotti      | Erminio Butti         |
| 1936  | Severino Menardi         | Andrea Vuerich           | Giuseppe Gargenti     |
| 1935  | Andrea Vuerich           | Giuseppe Volcan          | Bruno Caneva (it)     |
| 1934  | Severino Menardi         | Mario Bonomo (de)        | Andrea Vuerich        |
| 1933  | Severino Menardi         | Ino Dallago              | Guglielmo Holzner     |
| 1932  | Normanno Tavernaro       | Bruno Caneva (it)        | Mario Bonomo (de)     |
| 1931  | Normanno Tavernaro       | Bruno Caneva (it)        | Mario Bonomo (de)     |
| 1930  | Ernesto Zardini (it)     |                          |                       |
| 1929  | Vitale Venzi             |                          |                       |
| 1928  | Vitale Venzi             |                          |                       |
| 1927  | Luigi Faure              |                          |                       |
| 1926  | Luigi Faure              |                          |                       |
| 1925  | Luigi Faure              |                          |                       |
| 1924  | Luigi Faure              |                          |                       |
| 1923  | Giuseppe Ferrara         |                          |                       |
| 1922  | Giuseppe Ferrara         |                          |                       |
| 1921  | épreuve annulée          | épreuve annulée          | épreuve annulée       |
| 1920  | Dino Castelli            |                          |                       |
| 1919  | épreuve annulée          | épreuve annulée          | épreuve annulée       |
| 1918  | épreuve annulée          | épreuve annulée          | épreuve annulée       |
| 1917  | épreuve annulée          | épreuve annulée          | épreuve annulée       |
| 1916  | épreuve annulée          | épreuve annulée          | épreuve annulée       |
| 1915  | Dino Castelli            |                          |                       |
| 1914  | Domenico Sandrini (en)   |                          |                       |
| 1913  | épreuve annulée          | épreuve annulée          | épreuve annulée       |
| 1912  | épreuve annulée          | épreuve annulée          | épreuve annulée       |
| 1911  | épreuve annulée          | épreuve annulée          | épreuve annulée       |
| 1910  | Mario Corti              |                          |                       |
| 1909  | Mario Corti              |                          |                       |

### Sprint masculin
| Année | Champion           | Deuxième           | Troisième          |
| ----- | ------------------ | ------------------ | ------------------ |
| 2010  | Alessandro Pittin  | Lukas Runggaldier  | Armin Bauer        |
| 2009  | Alessandro Pittin  |                    |                    |
| 2008  | Alessandro Pittin  |                    | Giuseppe Michielli |
| 2007  | Giuseppe Michielli | Alessandro Pittin  | Armin Bauer        |
| 2006  | Giuseppe Michielli | Daniele Munari     | Jochen Strobl      |
| 2005  | Jochen Strobl      | Giuseppe Michielli | Daniele Munari     |

### Gundersen féminin
| Année | Champion          | Deuxième         | Troisième          |
| ----- | ----------------- | ---------------- | ------------------ |
| 2004  | Elena Runggaldier | Jenny Perathoner | Roberta D’Agostina |

## Athlètes qui comptent le plus de victoires

### Gundersen masculin
Andrea Longo 

### Sprint masculin
Alessandro Pittin

### Total masculin
Andrea Longo 

### Gundersen féminin
Elena Runggaldier